# Första Moseboken
Första Moseboken, eller Genesis på grekiska, är den första av de fem Moseböckerna, och är den första delen av judendomens Torah och kristendomens Gamla Testamente. Inom judendomen kallas den för Bereshit, vilket betyder "i början av" eller "i begynnelsen" på hebreiska. Dess hebreiska namn är taget från det första ordet, Bereshit ("I begynnelsen").
Första Moseboken tros vara nedskriven någon gång mellan 1250 och 950 f.Kr.
Boken ger en bakgrund till övriga bibelböcker genom att beskriva världens skapelse och därmed presentera skaparen, Gud. Den beskriver också utkorelsen av Israels folk som Guds egendomsfolk genom de förbund som blir ingångna med anfäderna Abraham, Isak och Jakob. Första Moseboken är skriven i formen av historieberättelse. Många av berättelserna hör till Bibelns mest välkända, bland annat de om Adam och Eva, Kain och Abel, Noas ark och Babels torn.
För bokens tillkomsthistoria och författarskap, se Moseböckerna. För en sammanställning av tidsangivelserna i släkttavlorna, se tidsaxel över händelser i Gamla Testamentet.

## Andra namn
Första Moseboken hette i tidigare översättning Första Mosebok och i ännu äldre översättningar Första Boken Mose. På grekiska heter den Genesis (Γένεσις, "födelse", "ursprung") och på hebreiska Bere'shit (בְּרֵאשִׁית, "i/på begynnelsen").

## Kapitel 1–11: Urhistorien
| ”                                       | I begynnelsen skapade Gud himmel och jord. Och jorden var öde och tom, och mörker var över djupet, och Guds Ande svävade över vattnet. Och Gud sade: "Varde ljus"; och det vart ljus. Och Gud såg att ljuset var gott; och Gud skilde ljuset från mörkret. Och Gud kallade ljuset dag, och mörkret kallade han natt. Och det vart afton, och det vart morgon, den första dagen. | „ |
| – Första Moseboken (1917) på Wikisource | |   |

Den första delen av Första Moseboken beskriver jordens urhistoria och utmärker sig från fortsättningen genom att den inte specifikt inriktar sig på Israels folks historia utan på hela världens.

### Kapitel 1–2: Skapelsen
Huvudartikel: Kristendomens och judendomens skapelseberättelse
Gud skapar himmel och jord, och allt vad där finns, inklusive de två första människorna, Adam och Eva. Först beskrivs hur Gud på sex dagar skapar allting med sitt ord för att sedan vila på den sjunde. Därefter, i kapitel 2, finns vad som ibland kallas den andra skapelseberättelsen, som bland annat beskriver hur Gud formade Adam och alla djuren av jord för att sedan skapa Eva av ett av Adams revben. Huruvida de två kapitlen harmonierar med varandra eller ej är en fråga om vilken bibelvetenskapen är oenig. Berättelsen om Edens trädgård har stora likheter med den sumeriska berättelsen om Dilmuns trädgård, vilken ofta betraktas som äldre.

### Kapitel 3: Syndafallet

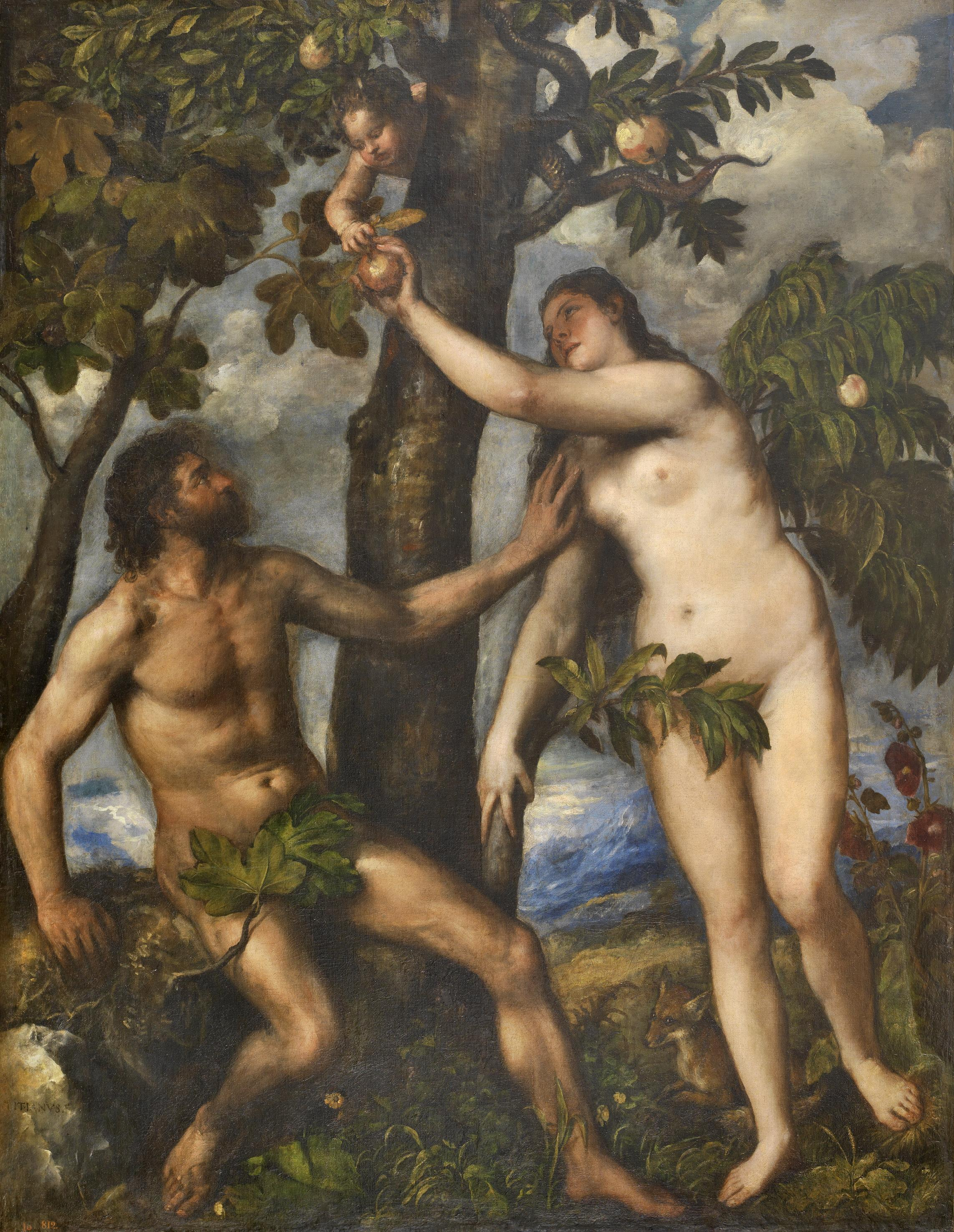
Syndafallet, målning av Tizian.

I bokens tredje kapitel introduceras synden i världen genom att Adam och Eva väljer att bryta mot det enda förbud Gud satt upp för dem. Frestade därtill av en orm (ofta identifierad med Satan, eller Djävulen) äter de av frukten från kunskapens träd för att därigenom själva bli som gudar, med kunskap om gott och ont. För sina försyndelser bestraffades mannen, kvinnan och ormen. Denna berättelse utgör en teologisk förklaringsgrund till ondskans närvaro i världen. I Edens trädgård hade mannen och kvinnan dittills levt ett behagligt liv i nära gemenskap med Gud. För att förhindra att människan nu även skulle äta av frukt från Livets träd, vilket skulle ge henne evigt liv, förvisar Gud människan från Edens trädgård.

### Kapitel 4: Kain och Abel
Kapitel fyra återger bland annat det tragiska svartsjukedramat mellan Adam och Evas två äldsta söner, Kain och Abel. När Kains offer till Gud inte gillas såsom hans brors tar han livet av denne och tvingas till följd av detta att lämna sitt hem. Istället för Abel får Eva och Adam en annan son, Set (= "den som kommer istället").

### Kapitel 6–10: Noa och syndafloden
Huvudartiklar: Noas ark och Syndafloden
Människorna blev talrika och deras döttrar var vackra. Gudaväsenden tog dem de tyckte bäst om till hustrur. Herren bestämmer att hans ande inte skall vara kvar för evigt och bestämmer människornas tid till 120 år, detta tolkas av vissa som att syndafloden skulle komma efter 120 år. Då, liksom senare, fanns det jättar på jorden.
Hela mänskligheten har efter en tid vänt Gud ryggen och ondskan är stor i världen. För att starta om allting låter Gud ett stort oväder dränka hela jorden så att alla människor och landlevande djur förgörs, med undantag av den lilla skara som finns ombord på en båt, Noas ark, som den siste gudfruktige mannen på jorden, Noa, fått i uppdrag att bygga. Berättelsen avslutas med att Gud i ett förbund med Noa skapar regnbågen som en påminnelse om att en likadan katastrof aldrig igen skall drabba världen.

### Kapitel 11: Babels torn
I början hade alla människor samma språk och samma ord. För att slippa vara skingrade över hela jorden vill människorna bygga en stad, vilket man enas om att göra i Babel (Babylon). Staden skall få ett torn som ska nå ända upp till himlen och göra människornas namn känt. När Gud inser att ingenting är omöjligt för människan, att detta bara är början, ingriper han för att stoppa det gemensamma byggandet. Han låter skilda språk uppstå så att människorna inte längre kan samarbeta och han skingrar dem över hela jorden. Berättelsen om Babels torn är Bibelns förklaring till att människor trots ett gemensamt ursprung talar vitt skilda språk.

## Kapitel 12–50: Israels folks förhistoria
Bibeln beskriver i mångt och mycket hur Gud verkar i, med och kring Israels folk. I de här kapitlen ges bakgrunden till Guds relation till detta folk och hans speciella löften till dem.

### Kapitel 12–25: Abraham och Isak

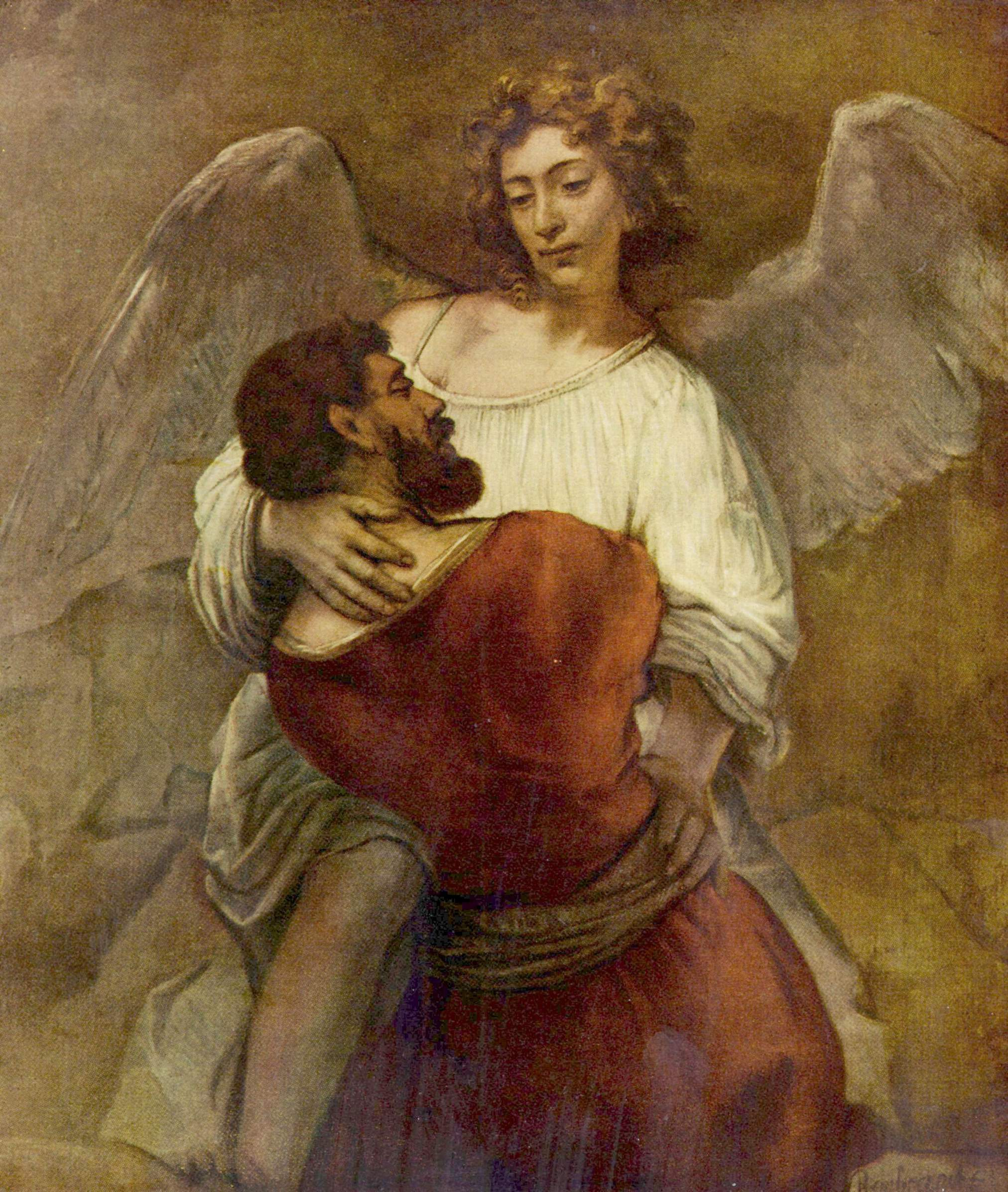
Jakob brottas med ängeln, målning av Rembrandt.

Abram från Ur i Kaldeen blir av Gud utvald att bli stamfar till ett stort folk. Detta folk ska vara Guds särskilt utvalda, och skall som tecken på detta omskära alla gossebarn. Abram ges av Gud namnet Abraham, troligen en anspelning på de hebreiska orden för "fader till många". I förbundet mellan Gud och Abraham ingår ett löfte om att detta folk ska få bo i det land som Gud visar Abraham, ett löfte som än i dag har realpolitisk betydelse i Israel.
Abraham betraktas som den första av Israels tre stamfäder, patriarker. Med sin hustru Sara får han sonen Isak som blir den andre patriarken och till vilken Gud bekräftar sina löften till Abraham. Dessförinnan har Abraham med Saras tjänstekvinna Hagar fått sonen Ismael, vilken i Koranen räknas som arabernas stamfader.

### Kapitel 25–36: Isak och Jakob
Isak får med sin hustru Rebecka tvillingsönerna Esau och Jakob. Den senare av dessa lyckas genom att köpslå och luras tillägna sig sin brors förstfödslorätt och fadern Isaks välsignelse. Jakob får i en dröm brottas med Gud, och får i samband med detta namnet Israel, en anspelning på hebreiskans ord för "kämpa" och för "Gud". Gud bekräftar även med Jakob det förbund som ingåtts med Abraham.

### Kapitel 37–50: Jakob och Josef
Jakob får med sina hustrur Lea och Rakel, samt med dessas tjänstekvinnor Bilha och Silpa, tolv söner som utgör stamfäder för Israels tolv stammar. Josef, den näst yngste sonen och den första med favorithustrun Rakel, blir positivt särbehandlad av sin far, vilket väcker avund och hat hos de äldre bröderna. Dessa säljer Josef till en slavkaravan som tar honom till Egypten, där han efter en positiv inledningsperiod hamnar i onåd och kastas i fängelse. Därifrån räddas han av sin förmåga att tyda drömmar och blir på grund av att Josefs förutsägelse om en stundande sjuårig hungersnöd utsedd till faraos närmaste man med ansvar för att införa ett skattesystem som skulle göra det möjligt att lindra den väntande nöden. När sedan den egyptiska statens makt växer under hungersnöden på grund av de spannmålslager Josef lade undan under de sju goda åren ökar hans makt ytterligare. I denna maktposition får han möjlighet att efter en gripande återförening erbjuda sin far och sina bröder uppehälle i landet Gosen i norra Egypten när även Palestina drabbas av svält. Därmed har Israels familj lämnat sitt utlovade land och återkommer inte dit förrän långt senare, vilket är det berättande huvudtemat i resten av Moseböckerna.